# Borá-mansa
Tetragona goettei (nome popular: borá-mansa) é uma abelha social da tribo dos meliponíneos.